# Chaba
Chaba (eigentlich Hor-Chaba) ist der Horusname eines altägyptischen Herrschers (Pharao), der während der 3. Dynastie regierte. Thomas Schneider datiert seine Regierungszeit auf den Zeitraum um 2670 v. Chr., Michael Rice hingegen auf den Zeitraum zwischen 2640 v. Chr. und 2637 v. Chr.
Chaba ist dank Tonsiegelabdrücken und Gefäßinschriften archäologisch belegt und dokumentiert, allerdings haben sich zu seiner Person und Regierungszeit Fragen ergeben, die zu divergierenden Theorien und Ansichten innerhalb der Forschung geführt haben. So scheint Chaba der erste Herrscher Ägyptens gewesen zu sein, der einen Goldhorusnamen führte.
Seine chronologische Position innerhalb der Dynastie und seine exakte Herrschaftsdauer sind umstritten. Grund hierfür sind zeitgenössische Siegelinschriften, die keinerlei Hinweise auf besondere politische, kulturelle oder religiöse Ereignisse liefern, sondern sich allein auf das Aneinanderreihen von Königsnamen und Beamtentiteln beschränken. Hinzu kommen spätere Königslisten der Ramessidenzeit, in denen stark verzerrte Kartuschennamen erscheinen, die einander hinsichtlich Position und Anzahl der Herrschernamen widersprechen. Diese Ungenauigkeiten und fehlende Quellen erschweren eine sichere Auswertung der historischen Figur des Chaba und seiner Regierungszeit. Aus diesem Grund haben verschiedene Ägyptologen und Historiker unterschiedliche Gleichsetzungsversuche von Chabas Horusnamen mit Kartuschennamen ramessidischer Königslisten aufgestellt und vorgetragen.
Umstritten ist auch, wo Chaba bestattet wurde. Während ein Großteil der Ägyptologen eine Stufenpyramide in Saujet el-Arjan als Grabstätte favorisiert, vermuten andere die nahegelegene Mastaba Z500 als Bestattungsort.

## Belege
| Saujet el-Arjan |

| Elephantine |

| Dahschur |

Chaba ist durch insgesamt neun Gefäßinschriften belegt. Fundorte sind Saujet el-Arjan, Abusir und Naga-ed-Deir. Die Gefäße sind ausnahmslos schalenförmig, bestehen aus Magnesit, Diorit und Travertin und weisen eine polierte, glatte Oberfläche auf. Die Inschrift befindet sich stets auf der Innenseite und besteht jeweils nur aus dem Horusnamen.
Chabas Name erscheint auch auf mehreren, fragmentarisch erhaltenen Tonsiegeln. Fundorte umfassen Quesna (im Delta), Saujet el-Arjan, Hierakonpolis und Elephantine. Auf Elephantine wurde die größte Anzahl an Siegeln entdeckt. Es wird vermutet, dass sich unter dem heutigen Garten des Museums von Elephantine noch weitere Siegel finden lassen. Hintergrund der Annahme ist der Umstand, dass an die heutige Gartenanlage eine archäologische Ausgrabungsstätte angrenzt, in der bereits vorgenannte Siegel gefunden wurden. Die Tonsiegelabdrücke enthalten weitaus mehr Inschriften als die Gefäße, allerdings sind die Abdrücke aufgrund ihres Alters stark erodiert und die Tonsiegel zerbrochen.
Eines dieser Tonsiegel, als UC-11755 registriert, ist zwar ungesicherter Herkunft, aber trotzdem von besonderem Interesse für die Ägyptologie: Die Inschrift ist ungleich gut erhalten und präsentiert Chabas Horusnamen im Wechsel mit einem möglichen Goldnamen.

## Identität

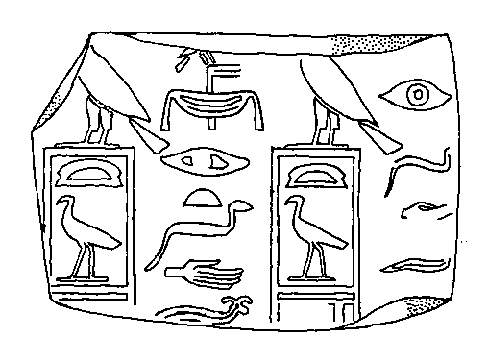
Tonsiegelfragment UC 11755; Petrie Museum, London.

### Zum Königsnamen
König Chaba ist nur durch seinen Horus- und Goldnamen bekannt, sein Thron- (Nisut-Biti) und Nebtiname sind nicht überliefert. Sein Goldname konnte bislang auf nur einem Tonsiegel nachgewiesen werden. Gleichzeitig ist Chaba einer der wenigen Herrscher der Frühzeit und des Alten Reiches, für die ein Goldname archäologisch nachgewiesen ist. Der Goldname wird als eine Art Vorläufer des späteren Goldhorusnamens angesehen. Es ist möglich, dass Chaba die endgültige Form eingeführt hat, da sein Goldname als erster die Miniaturdarstellung eines Horusfalken enthält. Die korrekte Lesung und Deutung des Namens sind umstritten. Alexandre Moret verweist auf den Goldnamen von König Djoser, welcher Ra-Nubti („Goldene Sonne“) lautete und sich aus einem Sonnensymbol über einem Goldzeichen zusammensetzte. König Chaba ersetzte das Sonnenzeichen durch einen Horusfalken auf einer Standarte, nachdem die Sonne als Himmelskörper unter Djoser zur eigenständigen Gottheit Re erhoben worden war.
Moret liest Chabas Goldhorusnamen als Hor-Nubti und übersetzt dies mit „Goldener Horus“. Thomas Schneider und Jürgen von Beckerath tendieren in ganz ähnliche Richtung und lesen Netjer-nub, was sie mit „Goldener Falke“ übersetzen. Peter Kaplony wiederum liest Nub-iret, alternativ auch Nub-iret djedef, wobei er unsicher ist, ob die Silbe djedef noch zum Titel gehört oder eine Hinzufügung in Form eines Ehrentitels darstellt. Den Horusfalken sieht er nicht als Teil des Goldnamens, sondern als eigenständigen Titel.
Neben Chaba sind die einzigen Vorgängerkönige vor König Snofru (Begründer der 4. Dynastie), für die ebenfalls Goldnamen überliefert sind, die Herrscher Djer, Den (beide 1. Dynastie), Ninetjer, Chasechemui (beide 2. Dynastie) und Djoser (3. Dynastie). Von König Snofru an gehörte der Goldhorusname zum festen Titulaturprogramm eines jeden ägyptischen Herrschers, unabhängig von dessen Regierungsdauer.

### Gleichsetzung mit ramessidischen Königslisten

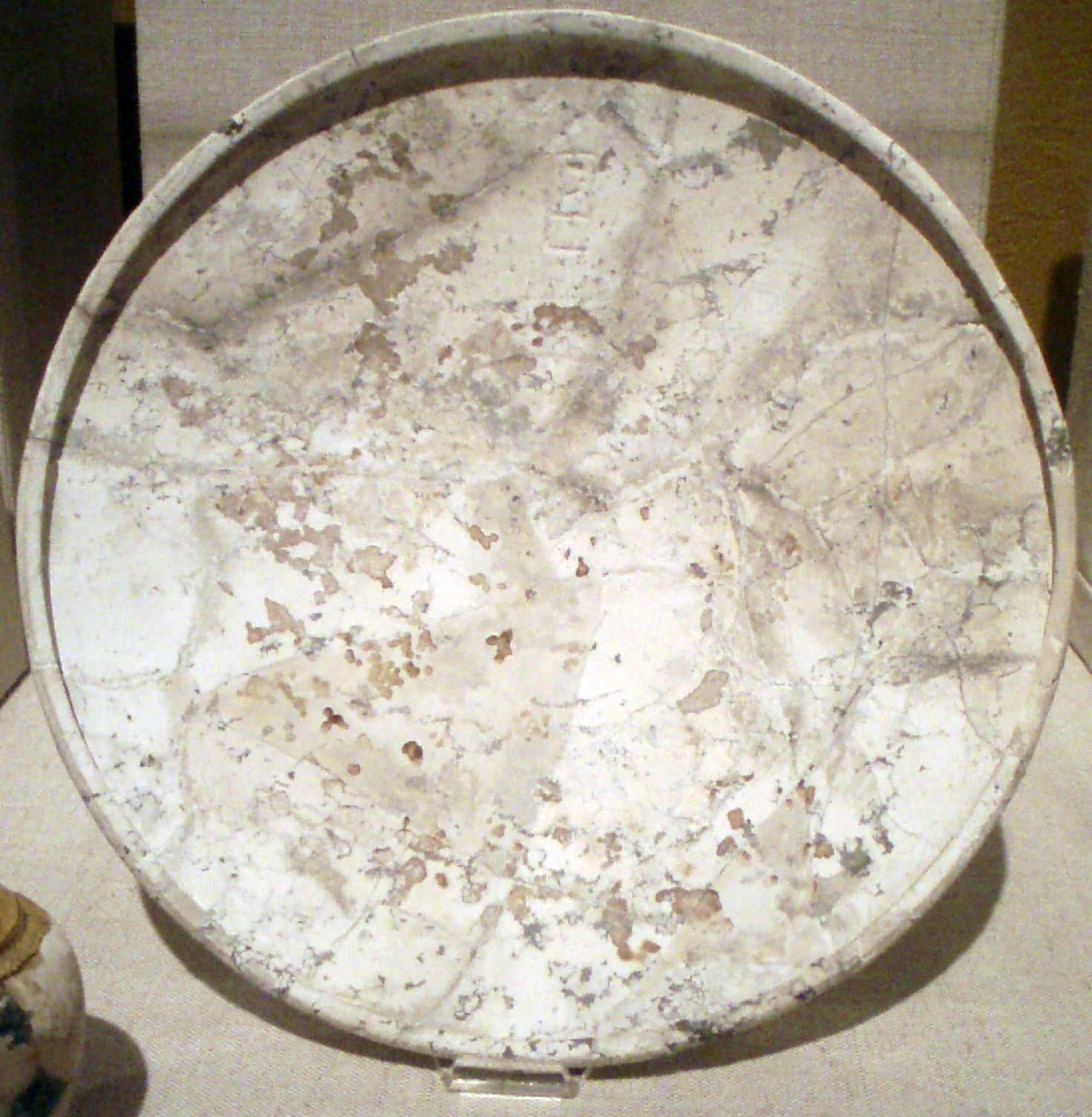
Steingefäß mit Chabas Namen; Petrie Museum, London.

Dass Chabas Herrschaftsdauer und seine chronologische Position innerhalb der Dynastie umstritten sind, ergibt sich aus späteren, vornehmlich ramessidischen Königslisten, die während der 19. und 20. Dynastie verfasst wurden und die Geburtsnamen von verstorbenen Herrschern heranziehen. Der Geburts- und der Nebtiname von Chaba sind jedoch auf zeitgenössischen Artefakten nicht erhalten, sodass sich Ägyptologen uneinig sind, mit welchem ramessidischen Königsnamen Chaba zu identifizieren ist. Die Königsliste von Abydos präsentiert für die 3. Dynastie die Kartuschennamen Nebka, …djeser-sa, Teti, Sedjes und Neferkare. Die Königsliste von Sakkara im Grab des hohen Beamten Tjuloy listet die Namen Djeser, Djeserteti, Nebkare und Huni auf. Und der Turiner Königspapyrus gibt Djeser-it, Djeser-itj, Hudjefa II. und Huni als Herrschernamen an. Der Griechisch schreibende, ägyptische Historiker Manetho benennt für die 3. Dynastie sogar neun Herrscher: Necheróphes, Tosorthrós, Týreis, Mesôchris, Sôÿphis, Tósertasis, Achês, Sêphuris, und Kerpherês. Allerdings handelt es sich nach einer neuen Untersuchung durch Christoffer Theis teilweise um Namen von Herrschern, die aus der vierten Dynastie aus unbekannten Gründen in die dritte Dynastie eingedrungen sind. Ägyptologe Iorwerth Eiddon Stephen Edwards beispielsweise identifiziert Chaba mit dem Kartuschennamen Teti.
Wolfgang Helck und Aidan Dodson hingegen setzen Chaba mit dem Kartuschennamen Hudjefa II. gleich. Das altägyptische Wort hudjefa bedeutet „zerstört“ und stellt keinen wirklichen Personennamen dar, sondern ist ein Vermerk der Verfasser der Königslisten, dass der ursprüngliche Königsname nicht mehr lesbar war. Da die Erstverfasser das Wort (wohl versehentlich) mit einer Kartusche umrahmten, wurde Hudjefa von nachfolgenden Schreibern sehr wohl als Königsname verstanden und entsprechend übernommen. Der Turiner Königspapyrus nennt als einziges Dokument eine Regierungsdauer von sechs Jahren für den nun verlorenen Herrscher. Eine solch kurze Regierungszeit würde auch zu einem eher wenig belegten Herrscher wie Chaba passen.
Rainer Stadelmann, Nicolas Grimal und Toby Wilkinson widersprechen vorgenannten Theorien und schlagen stattdessen eine Gleichsetzung von Chaba mit einem Herrscher namens Huni vor. Dieser Herrscher ist, wenn auch nur spärlich, ebenfalls zeitgenössisch belegt und wird in den ramessidischen Königslisten einhellig als letzter Regent der 3. Dynastie beschrieben. Hintergrund des Gleichsetzungsvorschlags ist die Schichtpyramide von Saujet el-Arjan. Dieses Grabmonument wird von einigen Gelehrten König Chaba zugesprochen, da sich ganz in der Nähe eine Mastaba befindet, in der mehrere Steinschalen mit Chabas Horusnamen gefunden wurden. Stadelmann und Grimal sind überzeugt, dass die Pyramide ursprünglich vollendet worden war, die Vollendung jedoch mehrere Regierungsjahre in Anspruch genommen haben musste. Da der Turiner Königspapyrus für den Namen Huni eine Regierungsdauer von 24 Jahren angibt, sieht Stadelmann hierin die Verknüpfung zwischen Chaba und Huni als ein und dieselbe Person: Die im Papyrus angegebenen 24 Jahre würden den Bau der Schichtpyramide ausreichend decken. Um seine These zu stützen, verweist Stadelmann auf eine Stufenpyramide auf Elephantine, in deren Nähe Tonsiegel des Chaba entdeckt wurden und die gleichzeitig Huni zugesprochen wird.
Nach einer neuen Untersuchung könnte Chaba mit dem Kartuschennamen Neferkare identisch sein.

### Manethos Herrscherliste
Es ist unbekannt, ob König Chaba in die Königschronologie des Manetho mit einbezogen wurde. Eine Gleichsetzung der von ihm genannten Herrschernamen mit zeitgenössischen Herrschern wird im Allgemeinen als problematisch bewertet, da Manetho gräzisierte Namen benutzt, deren Herleitungsquellen unklar sind. Manetho nennt an der Stelle, an der Chabas Name erscheinen müsste, die Prätendenten Mesôchris und Sôÿphis. Wolfgang Helck und Eberhard Otto setzen allerdings diese Namen mit Sanacht, einem weiteren König der 3. Dynastie, gleich. Doch wurde zuletzt deutlich gemacht, dass weder Mesôchris noch Sôÿphis Könige der dritten Dynastie waren, sondern dass es sich bei beiden um verschriebene griechische Namen aus der vierten Dynastie handelt. Damit entfallen alle genannten früheren Gleichsetzungen in der Literatur.

## Regierungszeit
Die genaue chronologische Position von Chabas Regierungszeit ist nicht genau bestimmbar, da die ramessidischen Königslisten einander teilweise widersprechen, was Anzahl und Position bestimmter Königsnamen betrifft. Auch eine Auswertung möglicher Regierungsereignisse gestaltet sich als schwierig.

### Chronologie und Herrschaftsdauer

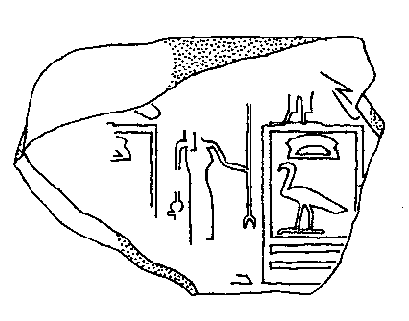
Tonsiegel des Chaba mit der stark zerstörten Darstellung einer Gottheit.

Nabil Swelim wähnt Chabas Regierung am Beginn der 3. Dynastie. Hintergrund dieser Theorie ist die auffällige Ähnlichkeit zwischen Chabas Horusnamen und dem von König Chasechemui, dem letzten Herrscher der 2. Dynastie. Beide Namen beginnen mit der Hieroglyphe N28 (Sonnenaufgang-Symbol, Lesung Cha). Swelim sieht sich an die Horusnamen der Könige Netjerichet und Sechemchet erinnert, die beide mit demselben Symbol (Hieroglyphe F32, Lesung Chet) enden. Sechemchet war gemäß der Mehrheit der Ägyptologen der direkte Thronnachfolger von Netjerichet. Swelim zufolge sind solche Übereinstimmungen bei Herrschernamen ein starkes Indiz für eine direkte Thronabfolge.
Michael Rice hingegen betrachtet Chaba als eigenständigen Herrscher und sieht in ihm den direkten Vorgänger von König Huni.
Beide Thesen sind nicht unwidersprochen. Grimal, Helck, Wilkinson und Stadelmann weisen auf eine für die 3. Dynastie typische Gefäßgestaltung hin, bei der nur die Horusnamen von Königen auf Steingefäßen angebracht werden. Diese Gestaltungsart ist – neben Chaba – auch für die Könige Netjerichet und Snofru nachgewiesen. Unter Snofru wurde diese Mode teilweise noch weiter praktiziert. Da Steingefäße des Chaba nur dessen Horusnamen aufweisen, wird dies als sicherer Beleg für eine Datierung von Chabas Regierungszeit in die 3. Dynastie betrachtet. Hinzu kommen die Gleichsetzungstheorien von Chaba mit Huni, die von Stadelmann und Grimal vorgetragen werden. Daher wähnt die Mehrzahl der Ägyptologen den Regierungszeitpunkt von Chaba am Ende der 3. Dynastie.

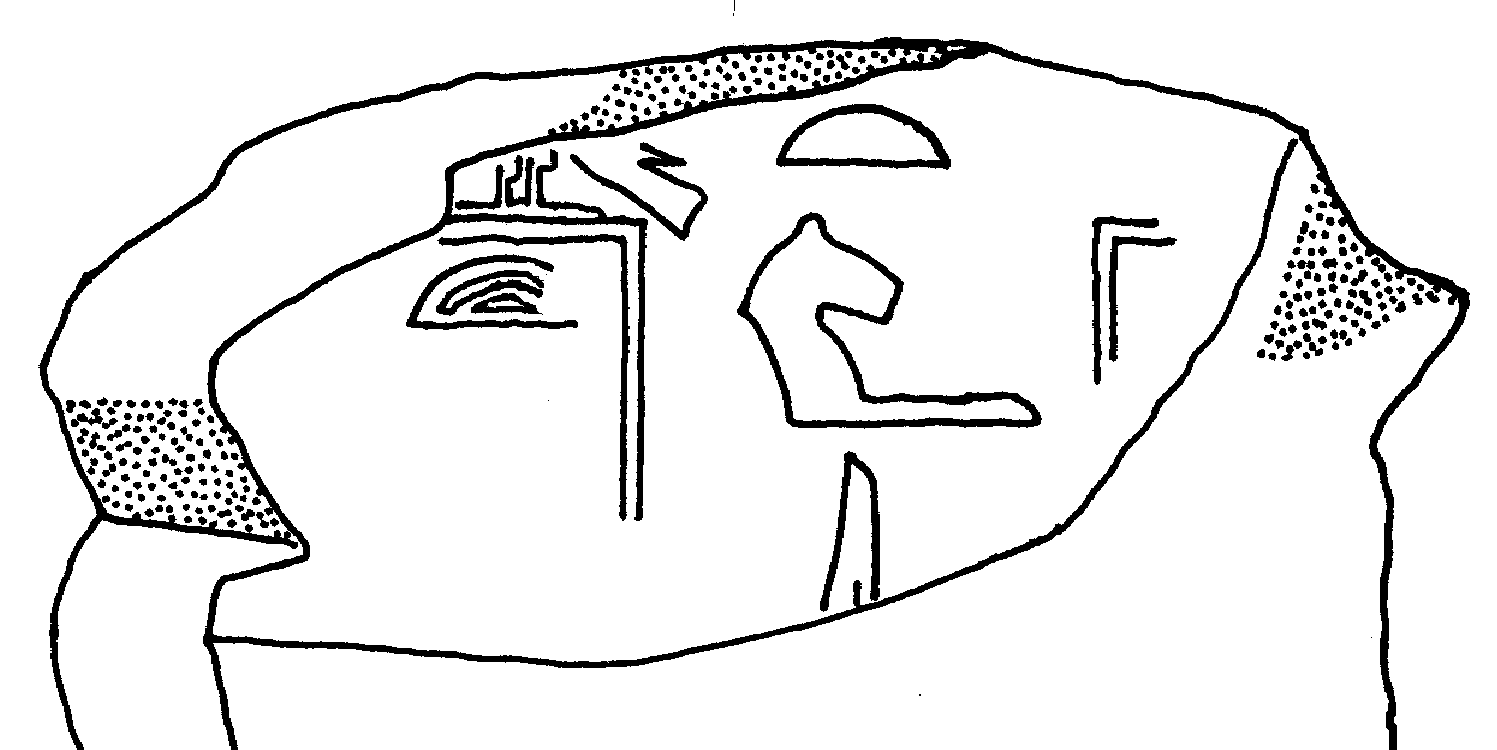
Tonsiegel des Chaba mit der Erwähnung des Titels eines Bürgermeisters oder Gaufürsten.

Auch eine genauere Festlegung von Chabas Regierungszeit gestaltet sich durch diesen Umstand problematisch. Sollte Chaba mit dem Hudjefa II. aus dem Turiner Königspapyrus identisch sein, währte seine Herrschaft sechs Jahre; ist hingegen die Gleichsetzung mit König Huni zutreffend, dann herrschte er 24 Jahre.

### Ereignisse
Die derzeitige archäologische Fundsituation erlaubt nur wenige Rückschlüsse auf eventuelle Ereignisse während der Herrschaft von Chaba. Erschwert werden die Auswertungen durch den Umstand, dass zeitgenössische Steingefäße der 3. Dynastie bis auf die Nennung des Horusnamens unbeschriftet sind. Dies ist zum Beispiel für Horusnamen wie Netjerichet, Chaba und Nebma'at belegt. Einzige Ausnahme bildet eine Steinschale aus Abusir mit dem Thronnamen des Königs Huni. Speziell während der 3. Dynastie umfasste das königliche Gefäßdekor nur den Horusnamen des amtierenden Königs, Abbildungen von Götterfiguren, Gebäudedarstellungen und -namen sowie Nennungen von Kultfesten fehlen vollständig. Steingefäße der Vorgängerdynastien sind hingegen umfangreich beschriftet und nennen kultisch wie wirtschaftlich wichtige Ereignisse, die unter dem genannten Herrscher stattfanden.
Die zahlreichen Tonsiegelabdrücke vor allem aus Elephantine erlauben ebenfalls kaum Rückschlüsse, obgleich sie mehr Inschriften aufweisen als die bloße Darstellung des Königsnamens. Die Siegelinschriften nennen die für diese Epoche typischen Funktionstitel hoher Beamter sowie die Herkunftsorte der Gefäßinhalte, zu denen die Tonsiegel dereinst gehörten. Laut Inschriften stammten die meisten der Gefäße aus Thinis. Ein besonderer Beamtentitel, der aus der Regierungszeit des Chaba überliefert wird, ist der des „Gaufürsten/Bürgermeisters und Schatzmeisters von Elephantine“. Der Name des Beamten ist nicht erhalten. Weitere Siegel weisen Reste von figürlichen Darstellungen der Göttin Bastet auf. Aus den Ruinen eines lokalen Horustempels bei Hierakonpolis stammen Tonsiegel mit den Resten der Darstellung des Gottes Asch. Letztlich jedoch ermöglichen auch die Tonsiegelabdrücke kaum Rückschlüsse auf den Verlauf von Chabas Regierungszeit, da es bis zur späten Mitte des Alten Reiches üblich war, dass sich Tonsiegelinschriften auf die Aneinanderreihung von Königsnamen, Beamtentiteln und Götterfiguren im jeweiligen Wechsel beschränkten.

## Grab

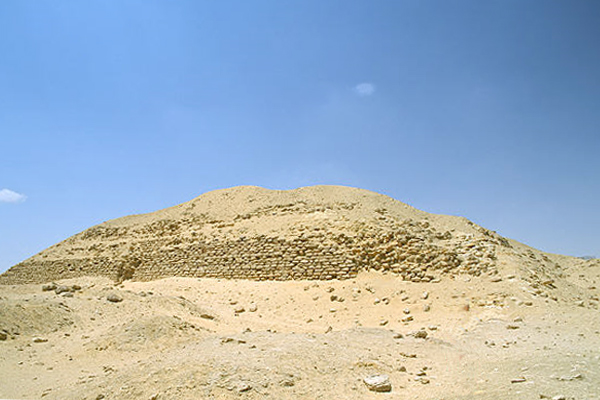
Ruine der Chaba-Pyramide in Saujet el-Arjan.

Als Begräbnisstätte des Königs Chaba wird eine Stufenpyramide in Saujet el-Arjan, etwa 6 km südöstlich von Gizeh gelegen, angenommen. Das Monument wurde um 1839 von John Shae Perring ausgegraben und befindet sich heute innerhalb eines militärischen Sperrgebietes. Die Ursprungshöhe der Pyramide wird auf ca. 42 bis 45 m bei einer Kantenlänge von ca. 84 m geschätzt. Archäologen und Ägyptologen wie Jean-Philippe Lauer vermuten, dass das Bauwerk aus fünf Stufen bestehen sollte. Heute sind nur noch zwei Stufen erhalten und die Gesamthöhe beträgt nur noch ca. 17 m. Der verbliebene Stumpf ist völlig von Schutt und losen Ziegeln umhüllt und wird deshalb von Einheimischen „Schutthügel-Pyramide“ genannt. Aufgrund des heutigen Zustandes kann nicht mehr mit Sicherheit bestimmt werden, ob das Monument fertiggestellt war oder unvollendet blieb. Die Zuweisung an König Chaba erfolgte bislang nur aufgrund des Umstandes, dass in der nahegelegenen Mastaba Z500 Steingefäße und Tonsiegelfragmente mit Chabas Horusnamen entdeckt wurden und die Mastaba sehr wahrscheinlich zum Grabkomplex der Schicht-Pyramide gehört. Die Zuweisung der Pyramide an Chaba ist allerdings nicht unwidersprochen.
So wenden Forscher wie Miroslav Verner ein, dass Chaba womöglich nicht in der Pyramide, sondern in Mastaba Z500 bestattet wurde. Hintergrund ist bereits erwähnter Umstand, dass zahlreiche Artefakte mit Chabas Namen in diesem Grab entdeckt wurden. In der Pyramide selbst wurde bislang keine Grabbeigabe gefunden und die unterirdischen Grabgalerien sind unbeschriftet. Die Pyramide würde demnach einem anderen, noch unbekannten Herrscher gehören.